# Lionel Billingy
Lionel Billingy (El Bronx, Nueva York, 31 de agosto de 1952) es un exjugador de baloncesto estadounidense que jugó una temporada en la ABA, desarrollando el resto de su carrera como profesional en ligas europeas y en ligas menores de su país. Con 2,06 metros de estatura, lo hacía en la posición de ala-pívot.

## Trayectoria deportiva

### Universidad
Jugó tres temporadas con los Dukes de la Universidad Duquesne, en las que promedió 17,8 puntos, 13,7 rebotes y 1,4 asistencias por partido. En 1972 y 1973 apareció entre los 25 mejores reboteadores de todo el país, con 14,3 y 13,6 rebotes por encuentro.

### Profesional
Fue elegido en la septuagésimo segunda posición del Draft de la NBA de 1974 por Milwaukee Bucks, y también por los Virginia Squires en el puesto 24 del Draft de la ABA, equipo con el que firmó contrato. Allí jugó una temporada en la que promedió 8,5 puntos y 6,1 rebotes por partido. Acabó la temporada con los Allentown Jets de la EBA, a los que ayudó a conseguir el título de liga.
Al año siguiente marchó a jugar a Francia, fichando por el Berck Basket Club, donde jugó tres temporadas, promediando en la última de ellas 25,5 puntos y 15,5 rebotes por partido, mejor reboteador y sexto mejor anotador de la liga.
En 1978 fichó por el Liège Basket belga, equipo con el que llegó a cuartos de final de la Copa Korac. Acabó su carrera profesional jugando dos temporadas en el Caen Basket Calvados francés.